# ヤマニンシャレード
ヤマニンシャレード（Yamanin Charade、1983年4月12日 - 2006年1月5日）は、日本の競走馬、繁殖牝馬である。競走馬としては2勝を挙げたにとどまったが、繁殖牝馬として重賞勝ち馬を3頭輩出した。

## 経歴
競走馬としては中央競馬で2勝を挙げた。1986年の優駿牝馬に出走したが13着に敗れている。
競走馬引退後に錦岡牧場で繁殖牝馬となり、初めての産駒であるヤマニンミラクルと2番目の産駒であるヤマニンアビリティがともに中央競馬の重賞・京成杯3歳ステークスに優勝し、同一重賞優勝馬の母となった。さらに1994年には3番目の産駒であるヤマニンランバートも同レースへの出走を予定し、3兄弟制覇の実現に関心が集まったが、出走を回避したため実現しなかった。2002年には5番目の産駒であるヤマニンリスペクトが函館記念を優勝し、本馬の産駒として3頭目の重賞優勝馬となった。

## 産駒一覧
- 1989年生 - ヤマニンミラクル（牡）（父：アレミロード）3勝、京成杯3歳ステークス優勝、朝日杯3歳ステークス2着[1][2]
- 1991年生 - ヤマニンアビリティ（牡）（父：アレミロード）2勝、京成杯3歳ステークス優勝[1][2]
- 1992年生 - ヤマニンランバート（牡）（父：ジェイドロバリー）3勝
- 1995年生 - ヤマニントランザム（牡）（父：ヘクタープロテクター）
- 1997年生 - ヤマニンリスペクト（牡）（父：サンデーサイレンス）5勝、函館記念優勝[2]
- 1998年生 - ヤマニンルシダ（牝）（父：ヤマニンゼファー）
- 2000年生 - ヤマニンファニオン（牝）（父：ソヴィエトスター）
- 2002年生 - ヤマニンデュエル（牡）（父：ヤマニングローバル） 3勝

## 血統表
| ヤマニンシャレードの血統（ニジンスキー系／Menow 5×5=6.25%（父内）） | ヤマニンシャレードの血統（ニジンスキー系／Menow 5×5=6.25%（父内）） | ヤマニンシャレードの血統（ニジンスキー系／Menow 5×5=6.25%（父内）） | （血統表の出典）       | （血統表の出典） |
| 父 ヤマニンスキー 1975 栗毛                                         | 父の父Nijinsky II 1967 鹿毛                                         | Northern Dancer                                                     | Nearctic               | Nearctic         |
| 父 ヤマニンスキー 1975 栗毛                                         | 父の父Nijinsky II 1967 鹿毛                                         | Northern Dancer                                                     | Natalma                |                  |
| 父 ヤマニンスキー 1975 栗毛                                         | 父の父Nijinsky II 1967 鹿毛                                         | Flaming Page                                                        | Bull Page              | Bull Page        |
| 父 ヤマニンスキー 1975 栗毛                                         | 父の父Nijinsky II 1967 鹿毛                                         | Flaming Page                                                        | Flaring Top            |                  |
| 父 ヤマニンスキー 1975 栗毛                                         | 父の母*アンメンショナブル Unmentionable 1970 鹿毛                   | Buckpasser                                                          | Tom Fool               | Tom Fool         |
| 父 ヤマニンスキー 1975 栗毛                                         | 父の母*アンメンショナブル Unmentionable 1970 鹿毛                   | Buckpasser                                                          | Busanda                |                  |
| 父 ヤマニンスキー 1975 栗毛                                         | 父の母*アンメンショナブル Unmentionable 1970 鹿毛                   | Petticoat                                                           | Palestinian            | Palestinian      |
| 父 ヤマニンスキー 1975 栗毛                                         | 父の母*アンメンショナブル Unmentionable 1970 鹿毛                   | Petticoat                                                           | Sabana                 |                  |
| 母 ヤマニンナデシコ 1974 鹿毛                                       | 母の父*グレートホワイトウェー Great White Way 1964 鹿毛             | Court Martial                                                       | Fair Trial             | Fair Trial       |
| 母 ヤマニンナデシコ 1974 鹿毛                                       | 母の父*グレートホワイトウェー Great White Way 1964 鹿毛             | Court Martial                                                       | Instantaneous          |                  |
| 母 ヤマニンナデシコ 1974 鹿毛                                       | 母の父*グレートホワイトウェー Great White Way 1964 鹿毛             | Broadway                                                            | Hasty Road             | Hasty Road       |
| 母 ヤマニンナデシコ 1974 鹿毛                                       | 母の父*グレートホワイトウェー Great White Way 1964 鹿毛             | Broadway                                                            | Flitabout              |                  |
| 母 ヤマニンナデシコ 1974 鹿毛                                       | 母の母メジロナデシコ 1964 栗毛                                      | *チャイナロック                                                     | Rockefella             | Rockefella       |
| 母 ヤマニンナデシコ 1974 鹿毛                                       | 母の母メジロナデシコ 1964 栗毛                                      | *チャイナロック                                                     | May Wong               |                  |
| 母 ヤマニンナデシコ 1974 鹿毛                                       | 母の母メジロナデシコ 1964 栗毛                                      | オーマツカゼ                                                        | ダイオライト           | ダイオライト     |
| 母 ヤマニンナデシコ 1974 鹿毛                                       | 母の母メジロナデシコ 1964 栗毛                                      | オーマツカゼ                                                        | 第参アストラル F-No.12 |                  |

母ヤマニンナデシコの生産者はメジロ商事株式会社である。